# Cefalotórax

Diagrama de un malacostráceo. El cefalotórax incluye el cefalónitosis y el tórax.

El cefalotórax es la parte del cuerpo de los crustáceos y arácnidos formada por la unión de la cabeza y el tórax en una única unidad funcional.
En los crustáceos se acostumbra a denominar pereion, que es un tipo de cefalotórax cubierto por un caparazón y en el cual hay, en general, un par de ojos, dos pares de antenas, tres de piezas bucales y cinco de patas locomotoras y apéndices en el tórax 
El término cefalotórax no debería usarse para designar la parte anterior del cuerpo de los arácnidos, ya que no es homóloga del cefalotórax de los crustáceos; el término apropiado es el de prosoma.
En el cefalotórax se encuentran 8 ojos simples y carecen de antenas y alas, pero en cambio tienen pedipalpos y numerosos pelos sensitivos en su cuerpo, esto es en el caso de los arácnidos y espongiarios.